# 邵占维
邵占维（1955年1月—2013年3月6日），男，汉族，浙江慈溪人，中华人民共和国政治人物。曾任中共杭州市委副书记、杭州市人民政府市长，任内病逝。

## 早年
本科毕业于浙江省省委党校。后就读于南京理工大学，获得工学硕士学位。1970年10月參加工作，文革期间具體經歷不詳。

## 工作经历
1989年6月至1993年7月间，先后担任宁波市体制改革办公室副主任，宁波市计委副主任，宁波市计委副书记等职务。1993年7月至1996年8月间，先后担任宁波市计委主任、党工委书记等职务。1996年8月至1996年9月间，先后担任宁波市人民政府秘书长，宁波市政府办公厅党组书记，宁波市计委主任。1996年9月至1997年10月间，先后担任宁波市政府秘书长，宁波市政府办公厅党组书记。1997年10月至1999年1月间，先后担任宁波港务局局长，港务局党委委员。1999年1月至1999年5月间，先后担任宁波市副市长，宁波港务局局长和宁波市政府党委委员。1999年5月至2000年12月间，先后担任中共宁波市委常委，宁波市常务副市长和宁波港务局局长。2000年12月至2003年6月间，先后担任宁波市委常委，宁波市常务副市长。2003年7月至2006年3月间，担任宁波市委副书记，宁波市常务副市长。
2006年3月，出任中共温州市委副书记、温州市代市长。2007年3月31日，当选为温州市市长。2008年2月，被任命為溫州市委書記，同年5月兼任溫州市人大常委會主任。2010年7月，任中共杭州市委副书记、代市长，翌年2月成為該市市長。

## 任内病逝
2013年3月6日北京兩會期間浙江代表團第一小組的小組討論會議開始前缺席，當天上午九時許，在聯繫不上會議主持人邵占維後，工作人員便打開其房間門，發現邵占维心臟病發倒地不醒，此後駐地醫生進行了緊急搶救，並緊急送往醫院。但經全力搶救無效，於同日15時26分經院方確認邵占維因惡性心率失常而去世。